# 小池恒
小池 恒（こいけ こう、1965年（昭和40年）6月28日 - ）は、日本の実業家。

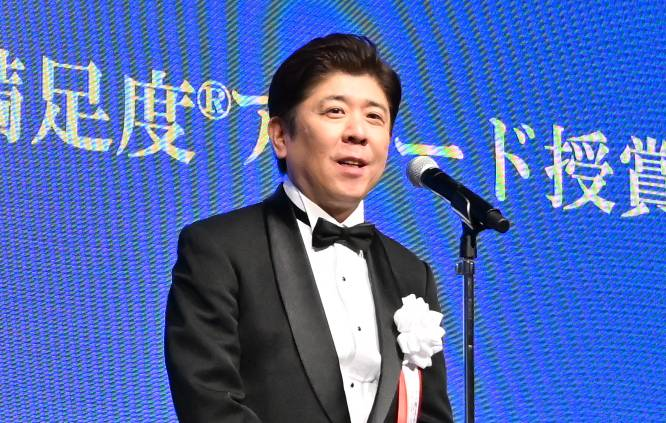

## 概要
小池聰行（株式会社オリジナルコンフィデンス創業者）の長男として東京都に生まれた。東京大学教育学部附属高校卒業後、明治大学法学部法律学科卒業。セイコー勤務を経て1991年、オリジナルコンフィデンスに入社。1999年10月、㈱おりこんダイレクトデジタルを設立し、2001年6月、㈱オリコン（旧オリジナルコンフィデンス）を株式取得により子会社化。オリコン・グループCEOに就任する。同社が発表するオリコンチャートは日本で最も知名度のある音楽ヒットチャートとなっている。また、2012年には岡本翔太郎のペンネームでサスペンス小説『正義と悪魔』を上梓した。
日商簿記検定1級や税理士試験財務諸表を取得しており、会計学に造詣がある。私生活では将棋をたしなみ将棋二段の腕前。